# Сергей Магнитски
Сергей Леонидович Магнитски (на руски: Серге́й Леони́дович Магни́тский) е руски адвокат и одитор.

## Биография
Роден е на 8 април 1972 г. в Одеса, Украинска ССР, СССР. Завършва 4 средно училище (с отличие) в Налчик, Кабардино-Балкария, РСФСР и Руската икономическа академия „Г. В. Плеханов“ (днес университет) в Москва (1993).
Работи като одитор за консултантската компания Firestone Duncan от 1995 г. Обявява съществуването на планове за мащабна кражба на бюджетни средства чрез незаконно възстановяване на данъци, организирано от руските сили за сигурност. Впоследствие е обвинен в партньорство в укриване на данъци и през 2008 г. е арестуван. Разследването срещу него включва хора, които преди това са били обвинени в корупция. Докато е в ареста, умира на 16 ноември 2009 г. в затвора „Матроска тишина“ 7 дни преди края на годината, в която може законно да бъде задържан без съд.
Смъртта на Магнитски предизвика широк международен отзвук, което води до приемането през 2012 г. от САЩ, а по-късно и от Канада, на Закона Магнитски. Чрез него се предприемат санкции срещу отговорните за нарушенията на правата на човека и върховенството на закона в Русия. Законът първоначално е насочен срещу хора, които според американските власти са замесени в смъртта на Магнитски. През 2019 г. Европейският съд по правата на човека констатира в действията на руските власти нарушение на няколко члена от Европейската конвенция за правата на човека.